# Jostedalsbreen-Nationalpark
Der Jostedalsbreen-Nationalpark (norwegisch Jostedalsbreen nasjonalpark) ist ein 1.310 km² großer Nationalpark in Norwegen. Der Park liegt in der Provinz Vestland und gehört zu den Gemeinden Høyanger, Luster, Sogndal, Sunnfjord, Gloppen und Stryn, außerdem grenzt er an das Nigardsbreen Naturreservat.
Gegründet wurde der Park 1991, um die dortige, weitestgehend unberührte, große Gletscherlandschaft mit ihrer Flora und Fauna zu schützen. Im Nationalpark liegt der Jostedalsbreen, welcher der größte Gletscher des europäischen Festlandes ist.

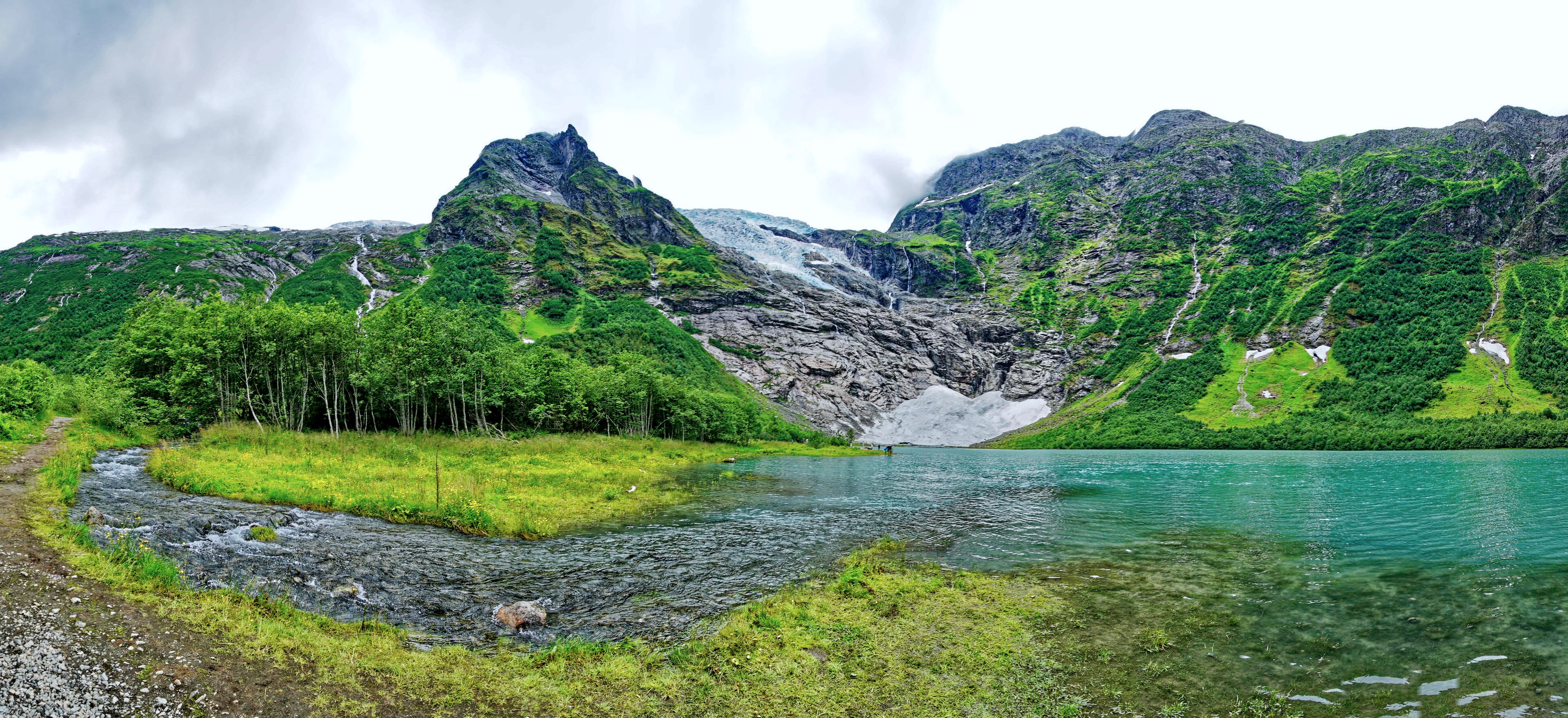
Die Landschaft am Boyabreen

## Geografie, Landschaft und Geologie
Der Nationalpark liegt zwischen 300 moh und 2.000 moh. Rund um den Gletscher gibt es eine charakteristische Gletscherlandschaft mit U-förmigen Tälern, Moränen, glatt geschliffenen Bergen, Geröll etc. Entstanden ist diese durch das Wachstum und die Bewegungen des Gletschers.
Die größten Flüsse sind der Strynevassdraget und der Loenvassdraget. Die höchsten Berge im Nationalpark sind der Høgste Breakulen (1.952 moh.) und der Lodalskåpa (2.083 moh.).

## Flora und Fauna
In den Tälern, an den Füßen der Gletscherzungen, gibt es eine große Artenvielfalt von Pflanzen und Tieren. Auf dem Gletscher selbst ist von dieser Artenvielfalt nahezu nichts mehr vorhanden. Einer der wenigen Bewohner ist dort die Schneeammer.
Die in den Gebieten oberhalb der Baumgrenze am weitesten verbreitetsten Pflanzen sind, neben einigen Gräsern, Gletscher-Hahnenfuß, Gämsheide, Gegenblättriger Steinbrech, Dreigriffeliges Hornkraut und Alpenschmiele.

## Kulturerbe
Bis 1923 gab es einige Jahrhunderte lang einen (Handels-)Weg über den Gletscher, welcher von Ost nach West verlief. An den Enden der Gletscherzungen fand man daher auch zahlreiche Reste von Bauernhöfen und Hütten.
Der erste Tourist, der den Gletscher besucht hat, war vermutlich der englische Autor und Kletterer William Cecil Slingsby, welcher um 1880 mehrmals die Region besuchte. Eine Überquerung durch die Alpinisten Friedrich Eckstein und Aichinger 1886 beschreibt detailliert Ludwig Hevesi. Er erwähnt auch eine voraufgegangene Wanderung des Wiener Mathematikers Oskar Simony daselbst.

## Tourismus und Verwaltung
Neben zahlreichen Wanderwegen im Nationalpark gibt es auch noch die Touristenhütten Flatbrehytta, Bødalssetra und Vetledalssetra.

### Museen
Es gibt drei Museen im Nationalpark:
- das Breheimsenteret in Jostedalen bei Gaupne
- das Jostedalsbreen Nasjonalparksenter in Stryn und
- das Norsk Bremuseum in Fjærland.